# Svarttjärnen (Fors socken, Jämtland)
Svarttjärnen är en sjö i Ragunda kommun i Jämtland och ingår i Indalsälvens huvudavrinningsområde.